# Kovsh

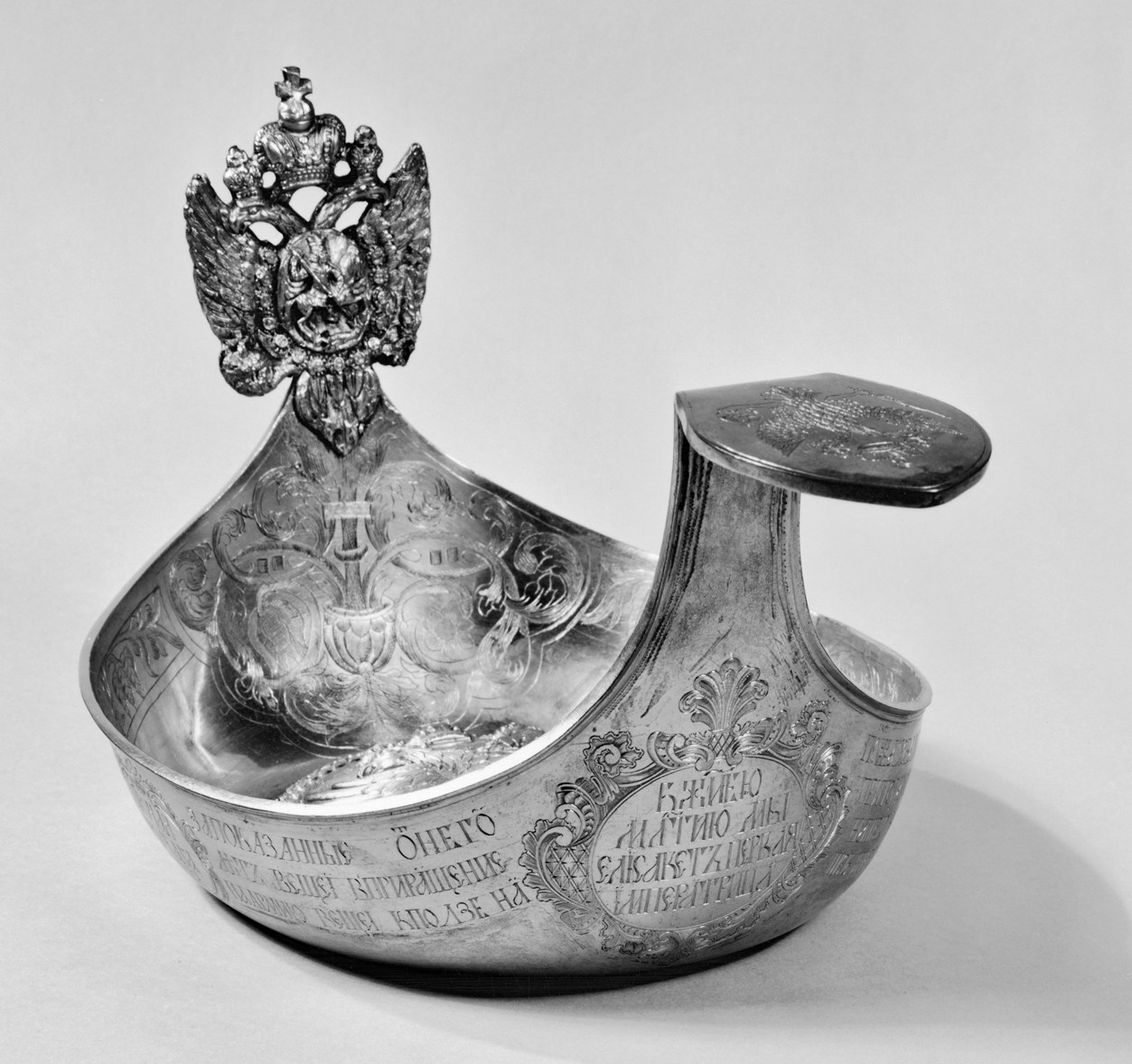
Un kovsh opera di Vasilli Matveev Kunkin del 1758; fa parte della collezione del Walters Art Museum

Il kovsh è un bicchiere o recipiente tradizionale russo.

## Aspetto
Ha normalmente una forma ovale, spesso simile ad un'imbarcazione. Le forme più comuni sono di imbarcazione vichinga o di cigno o altro uccello acquatico.
Ha un singolo manico laterale e, sul lato opposto, un caratteristico beccuccio.

## Evoluzione
Il kovsh nasce all'inizio del decimo secolo, è fatto in legno e vi veniva servito l'idromele. 
Intorno al quattordicesimo secolo, comincia la produzione in metallo, benché continui anche quella in legno, e gli esemplari sono lavorati e decorati con motivi legati ai contadini. 
Nel diciassettesimo secolo, il kovsh diviene un oggetto ornamentale e comincia a perdere la propria funzione pratica. 
Dal diciannovesimo secolo, il kovsh viene prodotto anche utilizzando metalli preziosi e con decorazioni estremamente elaborate, divenendo un tipico regalo alla corte degli zar.